# Warning (canção de Incubus)
"Warning" (algumas vezes pronunciado como "Warning!") é o segundo single do álbum da banda Incubus, Morning View. É a oitava faixa do álbum.

## Videoclipe

### Sinopse
O vídeo, dirigido por Francis Lawrence mostra uma garota em uma "jaqueta", usando um relógio digital, que fica adiantado, nos lugares em meio a cidade como:
- num aeroporto
- na escola (sala de aula)
- no corredor de uma igreja
- no corredor de um supermercado
- em um cruzamento de ruas
- no trabalho

Entretanto, na exata hora 10:23 AM, ela grita extremamente, e durante um minuto.

## Faixas
US promo
1. "Warning (Radio Edit)"
2. "Warning (Album Version)"

## Desempenho nas paradas musicais
| Ano  | Parada musical                              | Posição |
| ---- | ------------------------------------------- | ------- |
| 2002 | Estados Unidos - Hot Mainstream Rock Tracks | 27      |
| 2002 | Estados Unidos - Alternative Songs          | 3       |